# تشاك بريغز
تشاك بريغز (بالإنجليزية: Chuck Briggs)‏ هو عازف قيثارة أمريكي، ولد في 15 مارس 1960، وتوفي في 4 يوليو 2000.